# Ptygura agassizi
Ptygura agassizi is een raderdiertjessoort uit de familie Flosculariidae. De wetenschappelijke naam van deze soort is voor het eerst geldig gepubliceerd in 1948 door Edmondson.